# Puchar Polski w piłce siatkowej mężczyzn (1989/1990)
Puchar Polski w piłce siatkowej mężczyzn 1989/1990 – 33. sezon rozgrywek o siatkarski Puchar Polski, rozgrywany od 1932 roku.

## Klasyfikacja końcowa
| Miejsce | Drużyna          |
| ------- | ---------------- |
| 1.      | Hutnik Kraków    |
| 2.      | AZS Olsztyn      |
| 3.      | Płomień Milowice |
| 4.      | GKS Jastrzębie   |